# Braid
Braid é um jogo eletrônico de quebra-cabeça e plataforma e jogo eletrônico independente produzido por Jonathan Blow. O jogo foi lançado em agosto de 2008 para o serviço Xbox Live Arcade, do Xbox 360. Uma versão para Microsoft Windows foi mais tarde lançada em abril de 2009. A Hothead Games converteu o jogo para o Mac OS X, lançando-o em maio de 2009. Braid está disponível também para PlayStation Network. A compatibilidade ao Linux foi criada por Ryan C. Gordon, sendo lançada em 14 de Dezembro de 2010 como um jogo da segunda versão do Humble Indie Bundle.
O seu enredo enigmático, quando apresentado da maneira mais simples, descreve a tentativa de um homem chamado Tim de resgatar uma princesa de um monstro. Pistas encontradas na história levam a múltiplas interpretações metafóricas, como a fábula de um relacionamento vacilante, ou até o desenvolvimento da bomba atômica. O jogo possui aspectos tradicionais do gênero de plataforma; o jogador corre, pula e escala plataformas em uma série de níveis lineares, enquanto soluciona quebra-cabeças e derrota inimigos. O jogador também pode controlar o tempo, permitindo que ações sejam "rebobinadas" na linha temporal, mesmo após sua morte. Usando estas habilidades, o jogador progride na história ao recolher e montar peças de quebra-cabeça.
Jonathan Blow desenvolveu o jogo como uma crítica pessoal às tendências contemporâneas no desenvolvimento de jogos eletrônicos. Ele fundou o projeto com seu próprio dinheiro e passou três anos criando o jogo. O artista de webcomics David Hellman desenhou a artwork, que recebeu várias modificações para que correspondesse à visão de Jonathan. Uma versão preliminar de Braid sem a artwork final ganhou o prêmio de "Inovação em Design de Jogos" no Independent Games Festival de 2006; a versão final recebeu honras adicionais. O jogo recebeu elogios dos críticos, eventualmente tornando-se o título melhor classificado pela crítica do Xbox Live. Alguns críticos, contudo, criticaram o preço do jogo relativo a sua duração.

## Prêmios e Indicações
Até hoje, o jogo foi indicado a 15 prêmios, tendo vencido em 3 deles.
| Ano  | Prêmio                                                    | Categoria                                               | Resultado | Ref.   |
| ---- | --------------------------------------------------------- | ------------------------------------------------------- | --------- | ------ |
| 2006 | Independent Games Festival                                | Inovação em Design de Jogos"                            | Venceu    | [ 8 ]  |
| 2008 | GameSpot Awards                                           | Best Original Downloadable Console Game                 | Indicado  | [ 9 ]  |
| 2008 | GameSpot Awards                                           | Best Platformer                                         | Indicado  | [ 10 ] |
| 2008 | GameSpot Awards                                           | Best Licensed Music                                     | Indicado  | [ 11 ] |
| 2008 | Official Xbox Magazine Awards                             | Xbox Live Arcade Game of the Year                       | Indicado  | [ 12 ] |
| 2008 | Official Xbox Magazine Awards                             | Best Soundtrack                                         | Indicado  | [ 12 ] |
| 2008 | Official Xbox Magazine Awards                             | Best Ending                                             | Indicado  | [ 12 ] |
| 2008 | Official Xbox Magazine Awards                             | Indisputably Incredible Runners-ups to Game of the Year | Indicado  | [ 12 ] |
| 2008 | Xbox Live Arcade Awards                                   | Best Overall Arcade Game                                | Indicado  | [ 13 ] |
| 2008 | Xbox Live Arcade Awards                                   | Best Original Game                                      | Indicado  | [ 13 ] |
| 2008 | Xbox Live Arcade Awards                                   | Best Solo Game                                          | Indicado  | [ 13 ] |
| 2008 | Xbox Live Arcade Awards                                   | Best Innovation in XBLA                                 | Indicado  | [ 13 ] |
| 2008 | Xbox Live Arcade Awards                                   | Best Graphics                                           | Indicado  | [ 13 ] |
| 2008 | Xbox Live Arcade Awards                                   | Best Innovation                                         | Venceu    | [ 14 ] |
| 2009 | 12th Annual Academy of Interactive Arts & Sciences Awards | Casual Game of the Year                                 | Venceu    | [ 15 ] |

## Honrarias Recebidas
- 2009 - A revista Macworld incluiu Braid em seu Game Hall of Fame.[16]
- 2010 - A IGN nomeou Braid o 8º melhor jogo do Xbox Live Arcade em uma listagem de setembro daquele ano.[17]
- 2013 - A IGN nomeou Braid o  25º melhor jogo do PlayStation 3 em uma listagem de setembro daquele ano.[18]